# 峰山县
峰山县，中国旧县名。
山东抗日根据地设。1941年由长清县析置，治所在今山东省济南市长清区城关镇。1946年仍并入长青县。 